# Temporada 1961-62 de los Boston Celtics
La temporada 1961-62 fue la decimosexta de los Boston Celtics en la NBA. La temporada regular acabó con 60 victorias y 20 derrotas, clasificándose para los playoffs, en los que alcanzaron las Finales por sexto año consecutivo, derrotando en las mismas a Los Angeles Lakers, consiguiendo su quinto anillo, el cuarto de forma consecutiva.

## Elecciones en elDraft
| Ronda | Puesto | Jugador       | Posición | Nacionalidad   | Universidad |
| ----- | ------ | ------------- | -------- | -------------- | ----------- |
| 1     | 9      | Gary Phillips | Base     | Estados Unidos | Houston     |
| 2     | 17     | Al Butler     | Base     | Estados Unidos | Niagara     |

## Temporada regular
| División Este           | División Este | División Este | División Este | División Este | División Este | División Este | División Este | División Este |
| Equipo                  | G             | P             | %             | PD            | Casa          | Fuera         | Neutral       | Div           |
| ----------------------- | ------------- | ------------- | ------------- | ------------- | ------------- | ------------- | ------------- | ------------- |
| x-Boston Celtics        | 60            | 20            | .750          | –             | 23–5          | 26–12         | 11–3          | 26–10         |
| x-Philadelphia Warriors | 49            | 31            | .613          | 11            | 18–11         | 19–19         | 12–1          | 18–18         |
| x-Syracuse Nationals    | 41            | 39            | .513          | 19            | 18–10         | 11–19         | 12–10         | 17–19         |
| New York Knicks         | 29            | 51            | .363          | 31            | 19–15         | 2–23          | 8–13          | 11–25         |

## Playoffs

### Finales de División
Boston Celtics vs. Philadelphia Warriors
| Fecha       | Partido                                       | Ciudad     |
| ----------- | --------------------------------------------- | ---------- |
| 24 de marzo | Boston Celtics 117, Philadelphia Warriors 89  | Boston     |
| 27 de marzo | Philadelphia Warriors 113, Boston Celtics 106 | Filadelfia |
| 28 de marzo | Boston Celtics 129, Philadelphia Warriors 114 | Boston     |
| 31 de marzo | Philadelphia Warriors 110, Boston Celtics 106 | Filadelfia |
| 1 de abril  | Boston Celtics 119, Philadelphia Warriors 104 | Boston     |
| 3 de abril  | Philadelphia Warriors 109, Boston Celtics 99  | Filadelfia |
| 5 de abril  | Boston Celtics 109, Philadelphia Warriors 107 | Boston     |
|             | Boston gana las series 4-3                    |            |

### Finales de la NBA
Boston Celtics - Los Angeles Lakers
| Fecha       | Partido                                         | Ciudad      |
| ----------- | ----------------------------------------------- | ----------- |
| 7 de abril  | Boston Celtics 122, Los Angeles Lakers 108      | Boston      |
| 8 de abril  | Boston Celtics 122, Los Angeles Lakers 129      | Boston      |
| 10 de abril | Los Angeles Lakers 117, Boston Celtics 115      | Los Ángeles |
| 11 de abril | Los Angeles Lakers 103, Boston Celtics 115      | Los Ángeles |
| 14 de abril | Boston Celtics 121, Los Angeles Lakers 126      | Boston      |
| 16 de abril | Los Angeles Lakers 105, Boston Celtics 119      | Los Ángeles |
| 18 de abril | Boston Celtics 110, Los Angeles Lakers 107 (OT) | Boston      |
|             | Boston gana las finales 4-3                     |             |

## Estadísticas
| Rk | Jugador       | Edad | P  | PT | MP   | TC  | TCI  | %TC  | 3P | 3PI | %3P | TL  | TLI | %TL  | RO | RD | RT   | AS  | RB | TAP | BP | FP  | PTS  |
| -- | ------------- | ---- | -- | -- | ---- | --- | ---- | ---- | -- | --- | --- | --- | --- | ---- | -- | -- | ---- | --- | -- | --- | -- | --- | ---- |
| 1  | Tom Heinsohn  | 27   | 79 |    | 2383 | 692 | 1613 | .429 |    |     |     | 358 | 437 | .819 |    |    | 747  | 165 |    |     |    | 280 | 1742 |
| 2  | Bill Russell  | 27   | 76 |    | 3433 | 575 | 1258 | .457 |    |     |     | 286 | 481 | .595 |    |    | 1790 | 341 |    |     |    | 207 | 1436 |
| 3  | Sam Jones     | 28   | 78 |    | 2388 | 596 | 1284 | .464 |    |     |     | 243 | 297 | .818 |    |    | 458  | 232 |    |     |    | 149 | 1435 |
| 4  | Frank Ramsey  | 30   | 79 |    | 1913 | 436 | 1019 | .428 |    |     |     | 334 | 405 | .825 |    |    | 387  | 109 |    |     |    | 245 | 1206 |
| 5  | Bob Cousy     | 33   | 75 |    | 2114 | 462 | 1181 | .391 |    |     |     | 251 | 333 | .754 |    |    | 261  | 584 |    |     |    | 135 | 1175 |
| 6  | Tom Sanders   | 23   | 80 |    | 2325 | 350 | 804  | .435 |    |     |     | 197 | 263 | .749 |    |    | 762  | 74  |    |     |    | 279 | 897  |
| 7  | K.C. Jones    | 29   | 80 |    | 2054 | 294 | 724  | .406 |    |     |     | 147 | 232 | .634 |    |    | 298  | 343 |    |     |    | 206 | 735  |
| 8  | Jim Loscutoff | 31   | 79 |    | 1146 | 188 | 519  | .362 |    |     |     | 45  | 84  | .536 |    |    | 329  | 51  |    |     |    | 185 | 421  |
| 9  | Gary Phillips | 22   | 67 |    | 713  | 110 | 310  | .355 |    |     |     | 50  | 86  | .581 |    |    | 107  | 64  |    |     |    | 109 | 270  |
| 10 | Carl Braun    | 34   | 48 |    | 414  | 78  | 207  | .377 |    |     |     | 20  | 27  | .741 |    |    | 50   | 71  |    |     |    | 49  | 176  |
| 11 | Gene Guarilia | 24   | 45 |    | 367  | 61  | 161  | .379 |    |     |     | 41  | 64  | .641 |    |    | 124  | 11  |    |     |    | 56  | 163  |
| 12 | Al Butler     | 23   | 5  |    | 47   | 13  | 29   | .448 |    |     |     | 5   | 6   | .833 |    |    | 13   | 4   |    |     |    | 9   | 31   |

## Galardones y récords
| Jugador      | Galardón                                                   |
| Bob Cousy    | Mejor quinteto de la NBA                                   |
| Tom Heinsohn | 2.º Mejor quinteto de la NBA                               |
| Bill Russell | MVP de la Temporada de la NBA 2.º Mejor quinteto de la NBA |